# Stephen Ward
Stephen Ward (Dublin, 20 de agosto de 1985) é um ex-futebolista irlandês.

## Carreira
Richard Keogh fez parte do elenco da Seleção Irlandesa de Futebol da Eurocopa de 2012 e de 2016.